# Phytomyza wahlgreni
Phytomyza wahlgreni este o specie de muște din genul Phytomyza, familia Agromyzidae, descrisă de Ryden în anul 1944. Conform Catalogue of Life specia Phytomyza wahlgreni nu are subspecii cunoscute.